# Baar (sit SPA)
Baar (sit SPA) este o arie protejată (sit de importanță comunitară — SCI, arie de protecție specială avifaunistică — SPA) din Germania întinsă pe o suprafață de 37.701,59 ha, integral pe uscat.

## Localizare
Centrul sitului Baar (sit SPA) este situat la coordonatele 47°58′15″N 8°30′03″E / 47.9708°N 8.5008°E.

## Înființare
Situl Baar (sit SPA) a fost declarat arie de protecție specială avifaunistică în noiembrie 2007 pentru a proteja 36 de specii de animale. Situl a fost protejat și ca sit de importanță comunitară în noiembrie 2007.

## Biodiversitate
Situată în ecoregiunea continentală, aria protejată nu include niciun habitat protejat.
La baza desemnării sitului se află mai multe specii protejate de  păsări (36): pescăruș albastru (Alcedo atthis), rață mică (Anas crecca crecca), rață cârâitoare (Anas querquedula), rață-cu-cap-castaniu (Aythya ferina), barză albă (Ciconia ciconia ciconia), barză neagră (Ciconia nigra), erete de stuf (Circus aeruginosus), erete vânăt (Circus cyaneus), porumbel de scorbură (Columba oenas), prepeliță (Coturnix coturnix), cristeiul de câmp (Crex crex), ciocănitoarea de stejar (Dendrocopos medius), ciocănitoare neagră (Dryocopus martius), egretă albă (Egretta alba), presură sură (Emberiza calandra), Falco peregrinus peregrinus, șoimul rândunelelor (Falco subbuteo), becațină comună (Gallinago gallinago), ciuvică (Glaucidium passerinum), capîntorsul (Jynx torquilla), sfrâncioc roșiatic (Lanius collurio), sfrâncioc mare (Lanius excubitor excubitor), Mergus merganser merganser, gaia neagră (Milvus migrans), gaia roșie (Milvus milvus), viespar (Pernis apivorus), bătăuș (Philomachus pugnax), pitulice de munte (Phylloscopus bonelli), ciocănitoare verzuie (Picus canus), Rallus aquaticus aquaticus, pițigoi-pungar (Remiz pendulinus), mărăcinar (Saxicola rubetra), mărăcinar negru (Saxicola torquatus), Tachybaptus ruficollis ruficollis, fluierar de mlaștină (Tringa glareola), nagâț (Vanellus vanellus).